# ویلیام جوزف اسلیم
ویلیام جوزف اسلیم (به انگلیسی: William Joseph Slim) (زاده ۶ اوت ۱۸۹۱ – درگذشته ۱۴ دسامبر ۱۹۷۰) که معمولاً به نام بیل اسلیم شناخته می‌شد، یک فیلد مارشال انگلیسی در زمان جنگ جهانی دوم و بعد از آن بود. فعالیت او بیشتر در شمال آفریقا و خاورمیانه و هند بود.